# Herbert Kortum

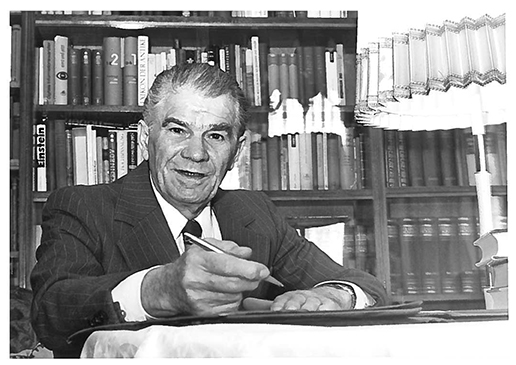
Herbert Kortum

Herbert Franz Kortum (* 15. September 1907 in Gelting; † 28. September 1979 in Jena) war ein deutscher Naturwissenschaftler, Informatiker und Computerpionier der DDR.

## Leben und Forschung
Kortum studierte von 1926 bis 1931 an der Friedrich-Schiller-Universität Jena Physik, Mathematik, Mineralogie und Chemie. Bereits 1930 promovierte er mit „summa cum laude“ bei Abraham Esau am Physikalisch-Technischen Institut der Friedrich-Schiller-Universität zum Dr. phil. nat. 1931–1934 arbeitete er als Esaus Assistent. Ab 1934 war er als wissenschaftlicher Assistent und ab 1941 als Leiter einer selbstständigen Entwicklungsabteilung für elektromechanische Rechengeräte und Navigationsinstrumente bei der Firma Carl Zeiss Jena tätig.
Zum 1. Oktober 1930 trat Kortum in die NSDAP (Mitgliedsnummer 325.150), 1931 in die SS ein (SS-Nummer 52.852), darüber hinaus war er Mitglied im Jungstahlhelm, im Winkingerbund sowie Angehöriger der Landsmannschaft Hercynia. Bei der SS trug er ab 1934 den Dienstgrad eines Rottenführers (laut D. L. Augustine Oberscharführer), 1937 wurde er Untersturmführer und 1942 Obersturmführer.
Gegenüber dem Entwicklungsamt des Reichsluftfahrtministeriums trug Kortum die technische Verantwortung für den Fachbereich Visiere.

### Der Weg in die Sowjetunion
1945, nach Beendigung des Zweiten Weltkrieges, erfolgte seine Deportation durch die amerikanische Besatzungsmacht mit der gesamten wissenschaftlichen Zeiss-Elite nach Heidenheim an der Brenz. Er erhielt das Angebot eines Arbeitsvertrages in den USA. Kortum kehrte aber Ende 1945 nach Jena zurück, um sich am Wiederaufbau des Zeiss-Werkes zu beteiligen. 1946 wurde er von der sowjetischen Besatzungsmacht entnazifiziert. Im Oktober 1946 verpflichtete diese ihn im Rahmen der Wiedergutmachung als Leiter einer Gruppe von Zeiss-Spezialisten in die Sowjetunion. Hier verbrachte er sieben Jahre.
Zusammen mit Wilhelm Kämmerer kam er nach Mamontowka, einem Vorort von Moskau (heute Stadtteil von Puschkino), und 1948 in das „Dom Olen“ („Haus Hirsch“) in Moskau-Sokolniki. Beide Wissenschaftler gehörten zu jenen Spezialisten, die ein Jahr „Geheimschutz-Sicherheitszeit“ auf der Insel Gorodomlja (heute Siedlung Solnetschny) im Seligersee verbringen mussten. Hier entwickelten sie gemeinsam das theoretische Konzept zur Konstruktion der OPREMA.

### In der DDR zurück
Nach seiner Rückkehr 1953 nahm er seine Tätigkeit als Entwicklungshauptleiter bei dem VEB Carl Zeiss Jena wieder auf. Die Idee zum Bau eines analogen Rechenautomaten hatte er schon nachweislich 1946 bei einer Werksleitungsbesprechung bekannt gegeben und sich auch während seines Aufenthaltes in der Sowjetunion gedanklich damit beschäftigt. 1954 war er führend an der Entwicklung und Fertigstellung des ersten DDR-Rechenautomaten, genannt OPREMA, beteiligt. Er erhielt hierfür gemeinsam mit Wilhelm Kämmerer den Nationalpreis 2. Klasse im Kollektiv. Die von Kortum weiterentwickelte Rechenanlage ZRA 1 konnte 1960 in die Produktion genommen werden. 1960 wurde Kortum zum nebenamtlichen Professor für Automatisierung und Regelungstechnik an die TH Ilmenau berufen.
1962 übernahm er in Jena die Leitung der Forschungsstelle für Messtechnik und Automatisierung des Zentralinstitutes für Optik und Spektroskopie der Akademie der Wissenschaften der DDR. Hier gelang es ihm durch seine Entwicklung von Vakuumthermomesssäulen (Vth1), Spezialbolometern und Infrarot-Detektoren international anerkannte wissenschaftliche Höchstleistung zu erreichen. Diese Bauelemente erfuhren breite Anwendung im wissenschaftlichen Gerätebau, in der Industrie und im Interkosmos-Programm. Kortum war in mehreren internationalen und nationalen wissenschaftlichen Gremien tätig (u. a. Forschungsrat der DDR, IMEKO), ebenso als Mitherausgeber bzw. Ratgeber physikalischer Fachzeitschriften (u. a. „Feingerätetechnik“, „msr“).

### Persönliches
Wegen einer Erkrankung wurde er vorzeitig 1971 pensioniert. Aber er beschäftigte sich auch weiterhin mit wissenschaftlichen Themen. 1977 hielt er an der FSU Jena einen Vortrag über magneto-mechanische Phänomene.
Im Alter von 72 Jahren verstarb Herbert Kortum in Jena infolge seiner Erkrankung.

## Ehrungen und Auszeichnungen
- 1939: SS-Totenkopfring[2]
- 12. Mai 1943: Kriegsverdienstkreuz I. Klasse[2]
- 1955: Nationalpreis der DDR 2. Klasse
- 1959: Berufung in den Forschungsrat der DDR
- 1961: Mitbegründer und Ehrenmitglied des Vorstandes der Wissenschaftlichen Gesellschaft für Mess- und Automatisierungstechnik
- 1967: Verdienstmedaille der DDR
- 1971: Ehrentitel „Verdienter Techniker des Volkes“
- 1971: Verleihung der Goldmedaille für das von ihm entwickelte Vakuumthermoelement Vth1 auf der Leipziger Messe